# SN 2004az
SN 2004az – supernowa typu Ia odkryta 21 marca 2004 roku w galaktyce UGC 6853. W momencie odkrycia miała maksymalną jasność 17,80m.